# Dorian
Dorian (/ˈdɔːriənz/; tiếng Hy Lạp: Δωριεῖς, Dōrieis, số ít Δωριεύς, Dōrieus) là một trong bốn nhóm dân tộc chính mà Hellenes (hay người Hy Lạp) thời Hy Lạp cổ điển cho là được phân tách ra từ người Hy Lạp cổ đại (cùng với người Aeolian, Achaean và Ionian). Họ thường được gọi là "người Dorian", như được nhắc đến trong Odyssey, trong đó có đề cập đến việc họ cư trú ở trên đảo Crete.
Người Dorian đa dạng về lối sống và tổ chức xã hội, có sự phân hóa đa dạng từ các trung tâm buôn bán đông đúc của thành phố Corinth nổi tiếng với phong cách nghệ thuật và kiến trúc hoa lệ, cho đến nhà nước quân phiệt biệt lập kiểu Sparta. Tuy nhiên, tất cả người Hy Lạp đều xác định được cộng đồng nào là người Dorian và cộng đồng nào không phải. Các thành bang Dorian trong chiến tranh thường nhận được sự trợ giúp của các thành bang Dorian khác, nhưng không phải điều này lúc nào cũng đúng. Người Dorian được phân biệt bởi phương ngữ Doric và các truyền thống xã hội và lịch sử đặc trưng.
Vào thế kỷ thứ 5 trước Công nguyên, Dorian và Ionian là hai dân tộc Hy Lạp quan trọng nhất về mặt chính trị. Cuộc tranh chấp giữa hai dân tộc này cuối cùng dẫn đến Chiến tranh Peloponnesian. Có nhiều ý kiến khác nhau về vấn đề một người Hy Lạp ở thế kỷ thứ 5 TCN tự coi mình là "người Ionian" hay "người Dorian". Một mặt, Édouard Will cho rằng không có yếu tố dân tộc thực sự trong văn hóa Hy Lạp ở thế kỷ thứ năm, bất chấp sự tuyên truyền chống Dorian của người Athens. Mặt khác, John Alty cho rằng sắc tộc là một nhân tố quan trọng thúc đẩy các sự kiện diễn ra ở thế kỷ thứ năm. Quan điểm hiện đại cho rằng các bản sắc dân tộc trong truyền thống văn học thế kỷ 5 và 4 trước Công nguyên đã bị ảnh hưởng sâu sắc bởi tình hình chính trị xã hội của mỗi khu vực. Ngoài ra, theo E.N.Tigerstedt, những người châu Âu thế kỷ 19 ngưỡng mộ những đức tính mà họ coi là "Dorian", tự nhận mình là " Laconophile" và cố tìm kiếm những nét tương đồng trong văn hóa của thời đại họ; cái nhìn thiên lệch của những người này đã góp phần tạo nên định kiến thời hiện đại về "người Dorian".